# Marián Sabaté
María de los Ángeles Sabaté Morán (Barcelona, España; 1 de octubre de 1966) más conocida como Marián Sabaté, es una presentadora española-ecuatoriana, que se dedica a informar sobre la farándula ecuatoriana desde los años de 1990 hasta la actualidad, y también es conocida como La Reina de la Prensa Rosa, apelativo dado por los reporteros de farándula en los años 90s  por sus múltiples escandalos amorosos.
Se inició en Telesistema, actual RTS, durante los años 90, con un programa de llamadas de participantes llamado "Acertijo" que luego pasó  a ser el programa de variedades ¿Aló que tal? América, junto a Roberto Begué. Ha realizado programas de farándula en diversos canales de televisión como Noche a noche con Marián de Canal Uno, junto a Ángello Barahona, Pablo Mario Ansaldo "Antonella" y Carlos José Matamoros "El Paparazzi". Luego formó parte del programa Caiga quién caiga, junto Ángello Barahona y Jasú Montero.
Regresó a la televisión después de estar alejada por un periodo de tiempo, al programa Jarabe de pico de Teleamazonas, donde a compartido el set junto a Nicolás Espinoza, Emerson Morocho como la Señorita Laura, Dora West, Paola Farías, entre otras personalidades de la farándula.

## Carrera

### Primeros años
María de los Ángeles Sabaté nació en España, el 1 de octubre de 1966, y a los 11 años de edad emigró a Ecuador por oportunidades laborales para sus padres, donde fue nacionalizada y debido a su carisma y físico atractivo, ganó varios reinados de belleza en los distintos colegios en los que estuvo como el Colegio Espíritu Santo, además participó en varias obras teatrales cómicas del colegio, aprendiendo así a desenvolverse en el escenario.

### Televisión
Su debut en la televisión como conductora, fue a mediados de la década de los 80, cuando acompañó a un amigo a un casting, el cual terminó por realizarlo y siendo escogida para el programa deportivo Ganadores, de Ecuavisa, junto al uruguayo Rodolfo Piñeiros y el ecuatoriano Carlos Eduardo Arcos, donde los colegios competían en torneos de fútbol.
Durante los años 90 hasta el 2002, fue parte del programa de variedades ¿Aló que tal? América de Telesistema (ahora RTS), junto a Roberto Begué, el cual consistía en llamadas realizadas por los televidentes para participar en concursos, además es considerado uno de los primeros programas de farándula nacional, con un personaje llamado Jack Te Cuento, interpretado por Alsino Herrera, el cual hablaba de la vida de los famosos del medio ecuatoriano.
El 21 de octubre de 2002 se estrenó el programa Noche a noche con Marián, dirigido por Rocío Dunn, por la señal de Canal Uno, donde Marián condujo y formó parte junto a José Onías, quien se encargaba de sobre belleza y moda, Carlos José Matamoros, quien seguía a famosos durante todo el día como papparazzi, Pablo Mario Ansaldo, encargado del humor, Ángelo Barahona, encargado de la farándula, y Steeven Macías, cubriendo reportajes investigativos.
El 5 de noviembre de 2007 formó parte del programa de farándula de Canal Uno, Caiga quien caiga con Mariam, junto a Ángello Barahona y Jasú Montero, hasta su salida en enero de 2009.
En GamaTV fue parte del programa de farándula Dueños del Medio Día, hasta su salida en mayo de 2011, retirándose así de la televisión por un periodo de tiempo, luego de 24 años de carrera pasando por seis programas televisivos en tres canales de televisión ecuatorianos.
En 2008 realiza una participación especial en la telenovela El secreto de Toño Palomino de Ecuavisa.
Volvió a la televisión, luego de dos años de ausencia, en el programa Jarabe de Pico, de Teleamazonas, en 2013, el cual trataba segmentos de ayuda social, turismo, deportes extremos, entre otros temas, centrándose poco después a la farándula.
En 2018 regresa a RTS como presentadora de los programas Intrusos y Vamos con Todo El juego al lado de Oswaldo Segura y Eduardo Andrade. Ambos programas duran menos de un año al aire y sale del canal en agosto de 2019, tras la cancelación de ambos.
A mediados de 2019 regresa a Ecuavisa y forma parte del equipo de presentadores de la revista matinal En Contacto junto a Alejandra Jaramillo, Efraín Ruales, Gabriela Díaz y Henry Bustamante. Permanece en el programa hasta su salida en mayo de 2020, a raíz de la pandemia de enfermedad por coronavirus en Ecuador.

### Teatro
En 2017 actuó junto a Katty García en la obra Ay mamá, la cual trata de las situaciones que viven las madres con sus hijos, basándose en su experiencia como madre.
En 2018 participa junto a Vicente Romero Rivera en la obra cómica Mi suegra es un peligro.

## Vida personal
Su primer matrimonio fue con Marcelo Fernandes, y su boda fue transmitida en vivo para el programa ¿Aló que tal? América. Junto a su primer matrimonio procrearon a su hija Bárbara Fernandes, quien también se desenvuelve como actriz de teatro y televisión. Su segundo hijo, Alejandro, lo tuvo de otro compromiso con el exjugador de fútbol argentino, Alejandro Kenig, mismo del cual se divorció poco tiempo después.
Debido a los distintos matrimonios y parejas sentimentales que ha tenido Marián, y relaciones de las que tanto han hablado los medios, le fue apodada el apelativo de la Reina de la Prensa Rosa.
Tuvo una relación amorosa con el periodista de Ecuavisa, Carlos Vera, con el cual se iba a casar, faltando dos días para la boda anunciada ya en los medios de prensa, Vera llamó al diario Extra para comunicar que se canceló la boda y Marián se enteró de dicha decisión al día siguiente de publicado el diario.
En 2013 se casó con Enrique Mero y tiene una productora llamada Aló qué tal Producciones. Se conoció que se encuentran en proceso de divorcio.

## Trayectoria

### Programas
- (2019-2020) En Contacto - Ecuavisa
- (2018-2019) Intrusos - RTS
- (2018) Vamos con Todo: el juego - RTS
- (2013-2017) Jarabe de Pico - Teleamazonas
- (2010-2011) Dueños del Medio Día - Gama TV
- (2010) El Gran Show del Mundial - Gama TV
- (2009-2010) Esto no tiene nombre - Gama TV
- (2007-2009) Caiga quien caiga - Canal Uno
- (2002-2007) Noche a noche con Marián - Canal Uno
- (1990-2002) ¿Aló que tal? América - Telesistema (ahora RTS)
- (1985) Ganadores - Ecuavisa

### Series y Telenovelas
- (2018) 3 familias - Invitada
- (2018) Maleteados - Mamá de Carito
- (2008) El secreto de Toño Palomino - Invitada